# 栃木兄弟誘拐殺人事件
栃木兄弟誘拐殺人事件（とちぎきょうだいゆうかいじけん）は、2004年（平成16年）9月11日に栃木県小山市で発生した誘拐殺人事件。男が日頃から虐待していた同居人の息子である兄弟を誘拐し、川に落として殺害した。オレンジリボン運動のきっかけとなった事件である。報道では小山兄弟殺害事件と呼称される場合がある。

## 事件概要
犯人であるアパートの家主の男S・A（当時39歳）は被害者となるA2、A3の兄弟（当時4歳と3歳）の父親A1の友人である。自身も娘と息子を1人ずつ持ち、覚醒剤の薬物依存症でもあったSはA1から「2、3日家において欲しい」と頼まれ、2004年6月頃から同居するようになる。SとA1は学生時代からの知り合いで、父親のほうが年上であったことからSはA1に頭が上がらず、彼を「あんちゃん」と呼んでいた。
Sは次第に兄弟の2人をうるさく思い、彼らに度重なる暴行を重ねていた。それを見たコンビニ店長により警察に通報され一旦は警察と児童相談所が介入して保護したが、その後充分な支援のないまま兄弟は家に戻された。またSは子供を虐待していることがA1に発覚して殴られるなどしたため、次第にA1にも恨みを向けるようになる。
9月10日、Sは兄弟を連れ出し、立ち寄ったガソリンスタンドと車中において暴行し、兄弟は息も絶え絶えの状態となる。Sは父親への事態の露見を恐れ、翌11日未明に思川の橋の上に向かうと、助手席で眠っていた2人を1人ずつ車外に引きずり出すと、転落防止用のワイヤーの隙間から5メートル下の川へ投げ込み殺害した。このとき、Sの娘も後部座席で眠っていたが、2人の泣き声で目を覚まして2人の行方を尋ね、Sは慌てて「置いてきた」とごまかした。

## 捜査
A2とA3が行方不明となったことを受け、栃木県警察は誘拐事件と見て小山警察署に捜査本部を設置して兄弟の捜索に乗り出した。
翌9月12日深夜、小山警察署捜査本部は被害者家族と同居していたSを未成年者誘拐容疑で逮捕した。逮捕後、Sは「12日午前1時30分ごろ、小山市間々田の路上に2人を置き去りにした」と供述した。
9月13日、栃木県警察はSの供述を基に小山市間々田地区や市内を流れる思川河川敷などを350人態勢で捜索したが、2人を発見できなかった。一方、逮捕後にSが曖昧な供述を繰り返していたため、小山警察署捜査本部はSの長女と長男から任意で事情聴取を行った。その後、Sが「川で兄弟を殺害した」「小山市間々田の思川に2人を置いた」と2人の殺害を認めたため、栃木県警察はSを現場に同行させて兄弟の放置場所を確認させた。そのSの供述を基に捜索した結果、9月14日にSの供述通りに思川の中州でA3の遺体が発見された。捜査本部は残るA2についても思川周辺を中心に捜索を行った。
9月15日、兄弟の父親A1（当時40歳）が小山市立文化センターで開かれた記者会見に応じ、兄弟について「怖い、痛い、冷たい思いをさせてしまって申し訳ない」などと心境を語った。また、Sに対しては「ここまでやるとは思わなかった。憎しみしかない」と憤った。一方、Sは「暗くなってから、兄弟を橋から川に投げ込んだ」と供述したが、水死と見られる痕跡がなかったという司法解剖の結果と矛盾しているため、捜査本部はA3の死因の特定を進めた。これと並行して捜査本部は引き続き100人態勢でA2の捜索を行い、9月16日にA2の遺体も思川で発見された。これを受けて捜査本部はSを兄弟に対する殺人容疑で再逮捕する方針を固め、9月17日にSを兄弟に対する殺人容疑で再逮捕した。再逮捕時、Sは容疑を認めた上で殺害に至った動機については、同居に対する不満に加えて「2人を殴ってあざを作ってしまったので、そのまま2人を連れて帰るとA1に殴られると思った」と供述した。一方、兄弟の死因は完全には特定できなかったたが、現場の状況などから捜査本部は水死と判断した。
9月19日、小山警察署捜査本部はSを殺人容疑で宇都宮地検に送検した。また、Sの「兄弟を殴ってあざを作り、連れて帰れば父親に殴られると思った」「殺害場所を探して栃木県足利市や群馬県太田市を車で走った」などの供述から、自宅近くのガソリンスタンドで兄弟に暴行を加えた後に殺意を抱いたことが分かった。
9月30日、小山警察署捜査本部はA1を覚醒剤取締法違反（使用）容疑で逮捕した。小山警察署捜査本部はSも覚醒剤を使用していると見て入手経路などについて捜査を開始した。
10月8日、宇都宮地検はSを殺人罪で起訴。10月15日には小山警察署捜査本部はSを覚醒剤取締法違反（使用）容疑で宇都宮地検に追送検し、10月20日に宇都宮地検はSとA1を覚醒剤取締法違反（使用）の罪で起訴した。なお、未成年者誘拐容疑については不起訴処分（起訴猶予）、暴行や傷害は立件を見送った。

## 刑事裁判

### 第一審・宇都宮地裁
2004年12月14日、宇都宮地裁（飯渕進裁判長）で初公判が開かれ、被告人Sは罪状認否で「間違いありません」と述べて起訴事実を認めたが、覚醒剤を使用して錯乱状態だったと主張した。弁護側も「覚せい剤を乱用し、妄想、興奮状態で殺人に及んだもので、心神耗弱状態だった」と主張し、刑事責任能力について争う姿勢を見せた。
冒頭陳述で検察側は、犯行に至る経緯について「S被告は兄弟の家族と同居を始めた6月以降、A1から暴行を受け、その状況の中でS被告が兄弟に日常的に暴行を加えていた」と述べた。また、犯行動機については、9月11日に兄弟に暴行を加えた際、「暴行の跡が顔に残ったため、A1に会わせるわけにはいかず、どこかに捨てて殺そうと決めた」と述べた。
2005年2月1日、A1が証人として出廷し、Sについて「気の小さい、調子の良い人間」と評した。また、兄弟に対しては「子供たちは私のそばを離れないようになっていたので、大丈夫だと思った。本当に申し訳ないことをした。被告人は私を憎んでおり、私の身代わりに殺されたようなものだ」と心境を述べた。一方、事件当時のSについては「（事件の2日前に一緒に使った時は）特段変わった様子はなかった」と証言した。最後にSに対する心境については「どんな刑であっても厳粛に受け止め、服してほしい」と述べた。
2005年4月21日、被告人質問が行われ、兄弟を虐待した理由について「夜中にギャーギャー騒がれた。あまりにも生意気だった」と述べた。また、事件前にA1に殴られたことで退去を求めた際、父親から「お前には一生面倒を見てもらう」と言われたことなどに不満を抱いていたと説明した。
2005年7月5日、被害者家族と同居を継続した理由についてSは「デメリットの方が多かったが、メリットもあった」と回答した。また、覚醒剤を父親と一緒に使用するのも同居する理由のうちの1つとも回答した。
2005年8月9日、論告求刑公判が開かれ、検察側は「落ち度もない幼児2人を橋の上から投げ入れて殺害した犯行態様は卑劣」としてSに死刑を求刑した。
2005年9月8日、宇都宮地裁（飯渕進裁判長）で判決公判が開かれ、裁判長は「幼児2人の尊い生命が失われた結果は非常に重大」などとしてSに求刑通り死刑判決を言い渡した。判決ではSの完全責任能力を認めた上で、兄弟に暴行を加えていたことについて「しつけなどとして到底許容されない」と非難。また、兄弟の遺体が容易に発見されないように流速の早い川を選んだことについても「絶命するまでに受ける苦痛や恐怖も甚だしい。勝手な思い込みながら、かわいそうと思って避けたという絞殺に比べ、悪質性が高いことも明らか」として死刑をもって臨むのはやむを得ないと結論付けた。
一方で、児童相談所が兄弟の虐待を知りながら何ら対策を取らなかったことについても「（児童相談所の）あり方が問われかねない。誠に遺憾な対応と言わざるを得ない」と対応を厳しく批判した。弁護側は判決を不服として控訴した。

### 被告人死亡・公訴棄却
2006年6月4日、Sは拘置先の東京拘置所で病死した。41歳没。Sは2006年4月、宇都宮拘置支所から東京拘置所に移送されたが、直後に風邪を拗らせたことで5月30日の控訴審初公判が延期。5月下旬に容体が悪化し、6月4日夕方、東京拘置所内の病室で死亡した。
2006年6月21日、東京高裁（池田修裁判長）はSの死亡を受けて公訴棄却を決定した。

### 兄弟の父親の裁判
2004年11月22日、宇都宮地裁（飯渕進裁判官）はA1に対し「覚せい剤に対する姿勢は安易で、常習性もある」として懲役1年6月（求刑：2年6月）の実刑判決を言い渡した。A1は判決を不服として控訴したが、母親の説得を受けて「早く刑期を終えて、2人の遺骨を墓に納めたい」と考えて控訴を取り下げたため、懲役1年6月の実刑判決が確定した。

## 事件後
栃木県県南児童相談所はSが兄弟に虐待を繰り返しているのを受けて兄弟を一時保護したが、事件発生まで十分な確認や職員の派遣をしなかったことが問題視された。栃木県は虐待の全容を把握しないまま、2人をA1のもとに帰した点、兄弟が容疑者宅に戻った事実を知りながら、職員を派遣しなかった点が対応として不適切だったと認めた。その上で再発防止に向けて組織改革を含めた児童福祉行政の見直しを行うと発表した。また、大久保寿夫小山市長は「二度と痛ましい事件が起きないよう県南児童相談所や各関係者と連携を緊密にし、虐待の早期発見、対応に努めたい」と栃木県県南児童相談所や民生委員、児童委員などの関係者と連携を図り、虐待防止に万全の体制で臨む姿勢を示した。
2004年10月8日、県小児虐待防止ネットワークは福田昭夫栃木県知事に対し、「県は児童福祉司の増員を打ち出したが、まだ不十分。児相には、研修と経験を積み、虐待問題に特化した専門チームが必要だ」として児童相談所が担っている就学支援や障害児童対策などの業務を各市町村に移した上で虐待問題の対策室を設け、職員に対する常時研修の実施など児童相談所の機能強化を軸とする緊急政策提言を行った。
2005年2月7日、栃木県は、組織改編に伴い「児童虐待対応チーム」や「いじめ・不登校等対策チーム」など6ポストを新設した。新設にあたって、児童虐待対応チームは栃木県内3ヶ所の全児童相談所に、児童福祉司を中心に5人程度ずつ配置した。いじめ・不登校等対策チームは8ヶ所の全教育事務所に3、4人ずつ配置した。その他、児童家庭課の「児童福祉担当」を「児童福祉・虐待対策担当」と「家庭福祉担当」に改組した。
事件後、匿名の人物により「兄弟地蔵」が設置され、近隣住民が清掃などの手入れをしながら兄弟を供養している。

## オレンジリボン運動開始に向けて
2005年、小山市社会福祉協議会が開催した虐待防止サポーター養成講座をきっかけに「カンガルーOYAMA」という団体が設立された。カンガルーOYAMAは二度と本事件のようなことが起こらないようにという願いを込め、子供虐待防止を目指してオレンジリボン運動を開始した。その後、NPO法人「里親子支援のアン基金プロジェクト」が協力したことで大きく発展した。
2006年にはNPO法人「NPO法人児童虐待防止全国ネットワーク」が総合窓口となって、現在は全国各地で活動が拡大している。
厚生労働省は2007年11月から、毎年11月を児童虐待防止推進月間とし、各都市・各地域にて、オレンジリボンの啓蒙活動や、イベント実施を推進。また、市街をオレンジの色で埋め尽くそうという計画を推進している。

## その他
本事件の発生前後の時期である2004年8月から同年9月にかけては、加古川7人殺害事件（同年8月2日発生）、津山小3女児殺害事件（9月3日）、豊明母子4人殺害事件（9月9日）、金沢市夫婦強盗殺人事件（9月13日）、長野・愛知4連続強盗殺人事件（9月17日に犯人逮捕）、大牟田4人殺害事件（9月21日発覚）と、日本各地で被害者が大量に上ったり、幼い子供が犠牲になったりする凶悪な殺人事件が短期間に相次いで発生していた。